# Christoph Gottlieb Pfannkuche
Christoph Gottlieb Pfannkuche (* 18. Mai 1785 in Verden (Aller); † 27. Februar 1868 ebenda) war ein deutscher Verwaltungsjurist und Historiker.

## Leben
Christoph Gottlieb Pfannkuche war das neunte von dreizehn Kindern des gleichnamigen Verdener Dompredigers Christoph Gottlieb Pfannkuche und seiner Frau Christine Elisabeth, geb. Müller. Er studierte ab Oktober 1802 Rechtswissenschaften an der Georg-August-Universität Göttingen und wurde nach bestandenem Examen am 18. September 1809 zum Notar ernannt. Nach kurzem Aufenthalt als Advokat und Notar in Bruchhausen kehrte er 1806 in seine Heimatstadt Verden zurück und wurde dort im gleichen Jahr nach Erreichen der Volljährigkeit als Senator und Richter in den Magistrat aufgenommen. Im Zuge der Neuordnung von Justiz und Verwaltung unter der Herrschaft des Königreichs Westphalen wurde er als Prokurator beim neu errichteten Ziviltribunal in Verden angestellt. Nach dem Übergang an Frankreich wurde er per Dekret vom 30. Dezember 1812 Friedensrichter des Kantons Achim. Nach der französischen Niederlage und der Wiederherstellung der alten Ordnung kehrte er in sein früheres Amt als Senator zurück. Die Wahl zum Landtagsdeputierten lehnte er 1832 ab. 1837 wurde er zum Bürgermeister von Verden gewählt. 1838 erhielt er den Titel eines Bremen-Verdischen Landrats. Am 1. November 1855 trat er auf eigenen Wunsch in den Ruhestand.
Pfannkuche beschäftigte sich auch mit der Geschichte der Stadt und des Herzogtums Verden und veröffentlichte 1830 „Die ältere Geschichte des vormaligen Bisthums Verden“, der 1834 noch ein zweiter Band („Die neuere Geschichte des vormaligen Bisthumes und jetzigen Herzogthumes Verden“) folgte.
Er starb 1868 unverheiratet in Verden und vermachte seine über 2000 Bände und Manuskripte umfassende Bibliothek dem Verdener Domgymnasium. In Verden wurde die Bürgermeister-Pfannkuche-Straße nach ihm benannt.

## Belege
1. ↑  Hartmut Bösche: Die Bibliothek des Verdener Bürgermeisters Pfannkuche. Rekonstruktion eines kulturellen Erbes. Hrsg.: Domgymnasium Verden. Verden (Aller) 2019, ISBN 978-3-946166-15-3.

| Personendaten    | Personendaten                                             |
| ---------------- | --------------------------------------------------------- |
| NAME             | Pfannkuche, Christoph Gottlieb                            |
| KURZBESCHREIBUNG | deutscher Verwaltungsjurist, Historiker und Bürgermeister |
| GEBURTSDATUM     | 18. Mai 1785                                              |
| GEBURTSORT       | Verden (Aller)                                            |
| STERBEDATUM      | 27. Februar 1868                                          |
| STERBEORT        | Verden (Aller)                                            |